# Lasiochernes
Lasiochernes es un género de arácnido  del orden Pseudoscorpionida de la familia Chernetidae.

## Especies
Las especies de este género son:
- Lasiochernes anatolicus Beier, 1963
- Lasiochernes congicus Beier, 1959
- Lasiochernes cretonatus Henderickx, 1998
- Lasiochernes graecus Beier, 1963
- Lasiochernes jonicus (Beier, 1929)
- Lasiochernes pilosus (Ellingsen, 1910)
- Lasiochernes punctiger Beier, 1959
- Lasiochernes siculus Beier, 1961
- Lasiochernes turcicus Beier, 1949
- Lasiochernes villosus Beier, 1957